# Гайдуково
Гайду́ково (каз. Гайдук) — село у складі Кизилжарського району Північноказахстанської області Казахстану. Входить до складу Налобинського сільського округу.
Населення — 51 особа (2021; 90 у 2009, 175 у 1999, 213 у 1989).
Національний склад станом на 1989 рік:
- росіяни — 100 %.